# Ôn Túc Hoàng quý phi
Hiếu Tĩnh Hoàng thái hậu (chữ Hán: 孝靖皇太后; 27 tháng 2, 1565 - 18 tháng 10 năm 1611) còn được gọi là Vương Cung phi (王恭妃), là Hoàng quý phi của Minh Thần Tông Vạn Lịch Hoàng đế, sinh mẫu của Minh Quang Tông Thái Xương Đế. Bà chưa từng làm Hoàng hậu khi còn sống, chỉ được truy phong thuỵ hiệu Hoàng hậu sau khi con trai đăng cơ Hoàng đế.

## Tiểu sử

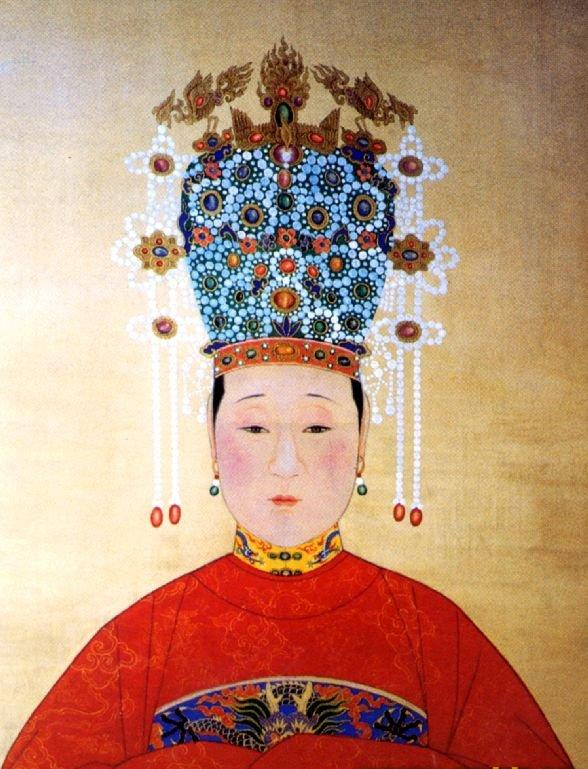
Chân dung Hiếu Tĩnh Hoàng hậu

Hiếu Tĩnh Hoàng hậu họ Vương (王氏), cha là Vĩnh Ninh bá Vương Thiên Thụy (王天瑞), mẹ là Cát thị (葛氏).
Năm 1578, năm Vạn Lịch thứ 6, Vương thị dung mạo xinh đẹp nên được tuyển nhập cung, trở thành cung nữ tại Từ Ninh cung, hầu hạ Từ Thánh Hoàng thái hậu, sinh mẫu của Vạn Lịch Đế.
Trong một lần đến thăm Từ Ninh cung, Vạn Lịch Đế say mê sắc đẹp của Vương thị và lâm hạnh, sau đó Vương thị mang thai. Từ Thánh Thái hậu phát hiện, tra vấn Vạn Lịch Đế nhưng ông kiên quyết không nhận, còn có ý ép Vương thị dùng thuốc phá thai. Thái hậu sai quan Thái y tiếp tục tra, chứng thực Vương thị có thai với Vạn Lịch Đế, ra sức ép ông lập Vương thị làm Phi.
Năm 1582, ngày 5 tháng 7, Vương thị được phong làm Cung phi (恭妃). Tháng 8 năm đó, bà sinh hạ Hoàng trưởng tử Chu Thường Lạc (朱常洛), con trai đầu tiên của Vạn Lịch Đế. Năm 1584, Vương Cung phi sinh hạ Vân Mộng Công chúa (雲夢公主), tên là Chu Hiến Nguyên (朱軒嫄) nhưng chết yểu năm 3 tuổi. Tuy sinh hạ ra con trai trưởng nhưng Vạn Lịch Đế vẫn ghẻ lạnh Vương Cung phi, dù bà cúc cung hầu hạ, chân thành hảo cảm với ông.
Bấy giờ, Trịnh Quý phi sinh hạ Hoàng tam tử Chu Thường Tuân (朱常洵) được tấn phong làm Hoàng quý phi, còn Vương Cung phi sinh hạ Hoàng trưởng tử lại không được tấn phong. Năm 1601, quần thần gây áp lực khiến Vạn Lịch Đế phong cho Hoàng trưởng tử Chu Thường Lạc làm Hoàng thái tử. Tuy vậy, Vương Cung phi vẫn không được sủng ái, cũng như không được tấn phong Hoàng quý phi.
Năm 1605, Hoàng trưởng tôn là Chu Do Hiệu (朱由校) ra đời, Từ Thánh hoàng thái hậu kiến nghị Vạn Lịch Đế tấn phong Cung phi làm Hoàng quý phi. Ông miễn cưỡng đồng ý, song dời Hoàng quý phi Vương thị đến Cảnh Dương cung (景陽宮), tách biệt với Đông cung Thái tử Chu Thường Lạc.
Năm 1611, ngày 18 tháng 10, Hoàng quý phi qua đời, thọ 46 tuổi. Khi bà lâm trọng bệnh, Thái tử nghe báo liền tức tốc đến Cảnh Dương cung hỏi thăm, thấy cửa cung khóa chặt liền phá cửa vào. Lúc đó hai mắt của Vương thị đã mờ, liền lấy tay dụi mắt, kéo gấu áo của Chu Thường Lạc thì thầm: "Thấy con lớn như thế này, ta chết còn hận gì nữa", nói xong bà liền qua đời. Sau khi mất, bà được ban thụy hiệu là Ôn Túc Đoan Tĩnh Thuần Ý Hoàng quý phi (温肃端靖纯懿皇贵妃), nhập táng Thiên Thọ sơn (天壽山).
Minh Hy Tông Chu Do Hiệu, cháu ruột của bà lên ngôi tấn tôn thụy hiệu là Hiếu Tĩnh Ôn Ý Kính Nhượng Trinh Từ Tham Thiên Dận Thánh Hoàng thái hậu (孝靖温懿敬让贞慈参天胤圣皇太后), an táng tại Định lăng (定陵), thần chủ đặt tại Phụng Từ điện (奉慈殿).